# Mystrocneme varipes
Mystrocneme varipes là một loài bướm đêm thuộc phân họ Arctiinae, họ Erebidae.